# 道の駅さいかい
道の駅さいかい（みちのえき さいかい）は、長崎県西海市にある長崎県道43号西彼太田和港線の道の駅である。

## 施設
- 駐車場
  - 普通車：24台
  - 大型車：4台
  - 身障者用：2台
- トイレ
  - 男：大 2器（1器）、小 4器（3器）
  - 女：4器（3器）
  - 身障者用：2器（1器）

※（）内は、24時間利用可能
- 公衆電話
- 公衆FAX
- 喫茶店
- 物産販売所「みかんドーム」

## 休館日
- 12月31日 - 1月2日

## アクセス
- 長崎県道43号西彼太田和港線

## 周辺
- 中浦ジュリアン記念公園
- 七釜鍾乳洞